# Thomas Jefferys
Thomas Jefferys né vers 1719 en Angleterre et mort le 20 novembre 1771 à Londres est un cartographe anglais nommé « le géographe du roi George III ». Il est connu comme le principal fournisseur de cartes géographiques de son époque. Il réalise et imprime des cartes géographiques professionnelles pour le gouvernement ainsi que pour d'autres organismes gouvernementaux, et produit une large gamme d'atlas et de cartes commerciales, en particulier de l'Amérique du Nord.

## Premiers travaux
En tant que « géographe du prince de Galles », il produit 

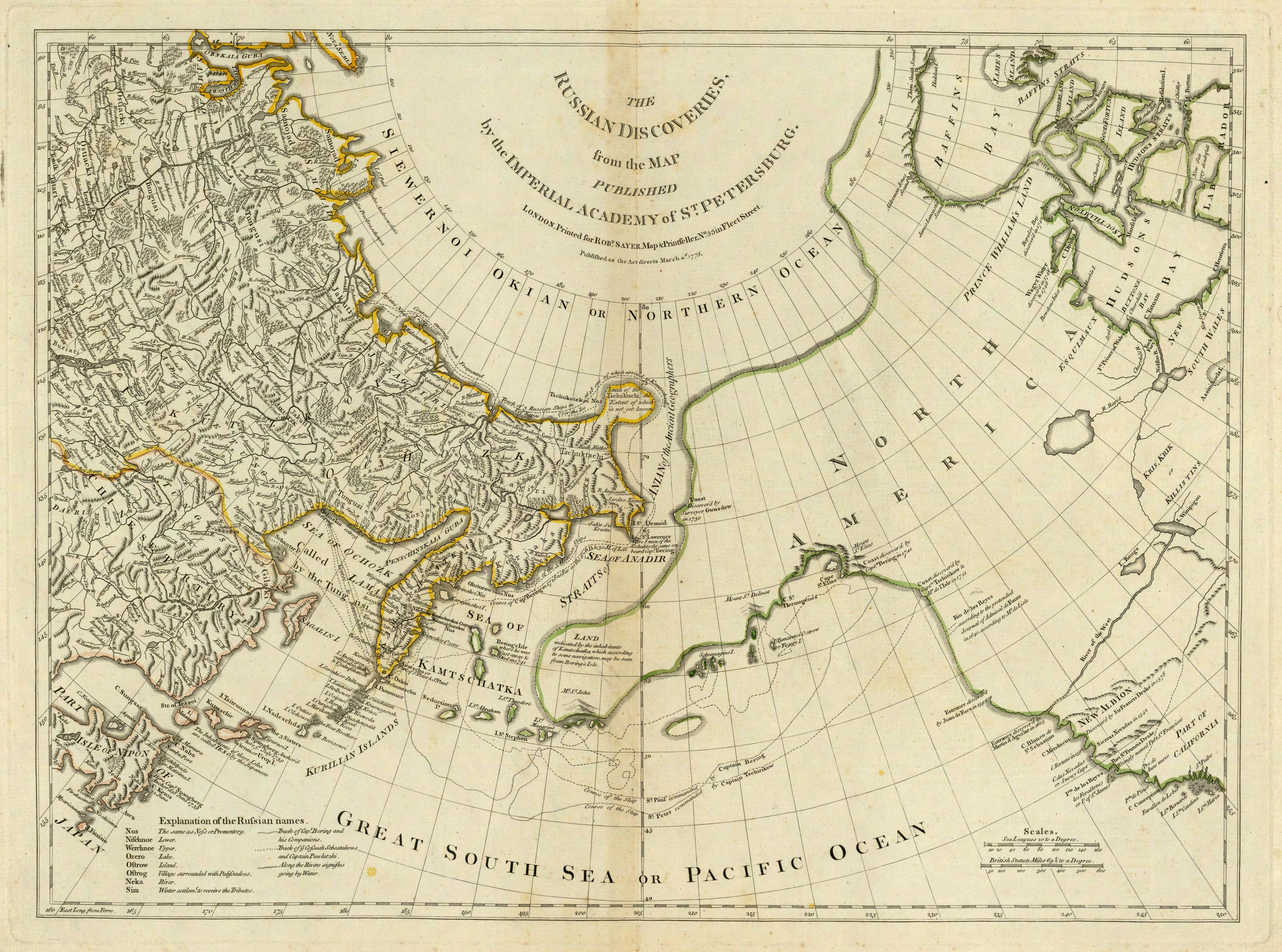
Exemple du travail de Jefferys. La partie orientale de la Sibérie représentée par la deuxième expédition au Kamtchatka.

A Plan of all the Houses, destroyed & damaged by the Great Fire, which began in Exchange Alley Cornhill, on Friday March 25, 1748 (Plan de toutes les maisons détruites et endommagées par le grand incendie qui a commencé dans Exchange Alley Cornhill, le vendredi 25 mars 1748.). Cette carte montre tous les maisons endommagées par le Grand Feu du 25 mars 1748 à Cornhill. Il réalise The Small English Atlas (Le Petit Atlas Anglais) avec Thomas Kitchin et grave des plans de villes dans les Midlands anglais.

## Cartes de l'Amérique du Nord

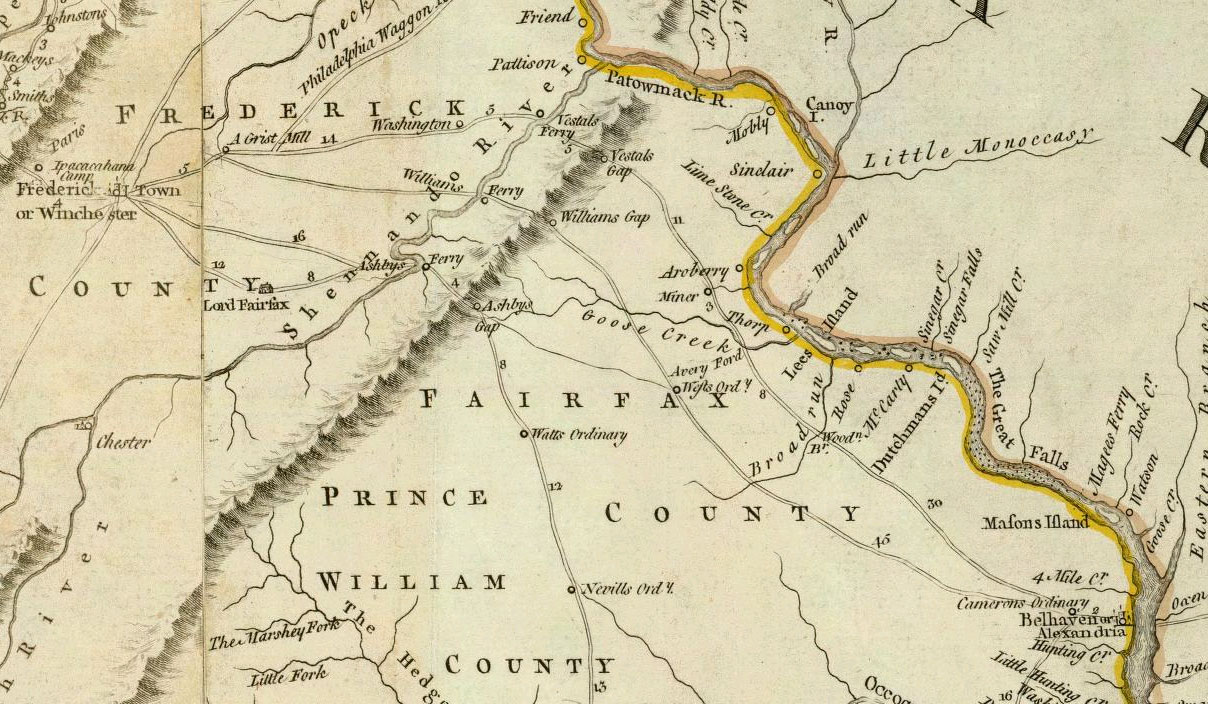
Une partie de la carte de La Partie la Plus Habitée de la Virginie.

En 1754, Jefferys publie Map of the Most Inhabited Part of Virginia (Carte de la Partie la Plus Habitée de la Virginie), étudiée par Joshua Fry et Peter Jefferson en 1751. L'année suivante, en 1752, il crée un carte de la Nouvelle-Angleterre étudiée par John Green et, en 1768, il publie A General Topography of North America and the West Indies (Une Topographie Générale de l'Amérique du Nord et des Caraïbes) en association avec Robert Sayer. 

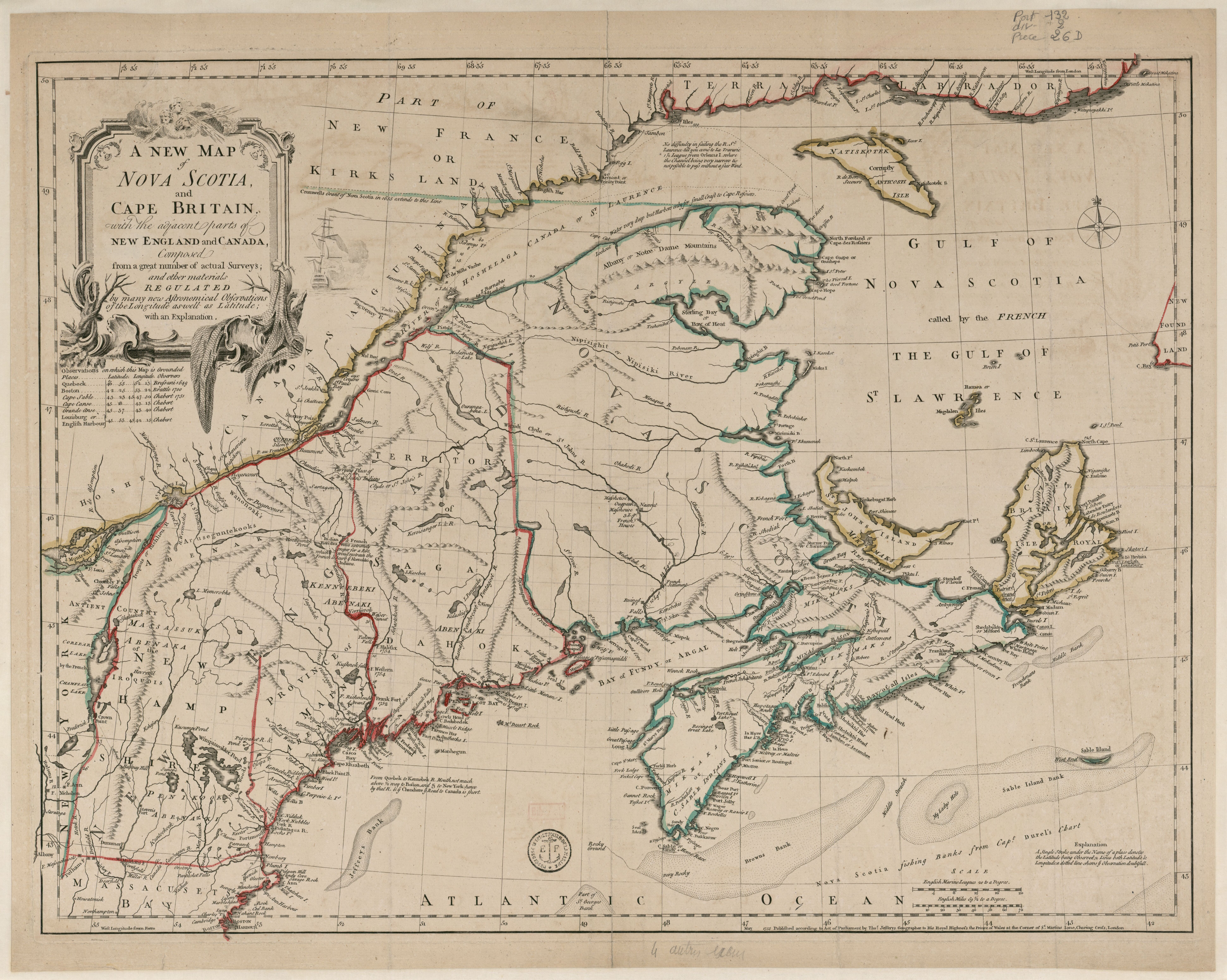
A new map of Nova Scotia and Cape Britain (Une Nouvelle Carte de La Nouvelle-Écosse et de Cap-Breton). Cette carte explique la position de Jefferys dans le contexte de la guerre anglo-micmac

En 1754, Jefferys adopte une position ferme dans la controverse avec les Français sur la frontière de la Nouvelle-Écosse et de l'Acadie dans le contexte de la guerre anglo-micmac, dont on considère qu'elle commence en 1749 et s'est achevée par la Déportation des Acadiens en 1755.

## Cartes des comtés anglais
Jefferys commande des enquêtes et publie plusieurs cartes de comtés anglais. Ces cartes à grande échelle comportaient plus qu'une feuille pour chaque comté  des comtés du Bedfordshire et du Huntingdonshire, l'échelle est de deux pouces à un mile (1: 31680).
- Bedfordshire, étudié en 1765 par le cartographe écossais John Ainslie[5], publié en 1765, réimprimé en 1983[6] ;
- Huntingdonshire, recensé en 1766, publié en 1768 ;
- Oxfordshire, étudié en 1766-67, publié (par Andrew Dury) en 1767 ;
- Comté de Durham, publié en 1768 ;
- Buckinghamshire, étudié de 1766 à 1768 par John Ainslie[5], publié en 1770, réimprimé en 2000[3] ;
- Westmoreland, étudié en 1768, publié en 1770 ;
- Yorkshire, étudié de 1767 à 1770 par John Ainslie[5], publié de 1771 à 1772 ;
- Cumberland, étudié en 1770-71, publié en 1774 ;
- Northamptonshire, enquête (à l'origine par Thomas Eyre) révisée en 1771, publiée en 1779.

## Postérité
En 1775, des recueils de ses cartes sont publiés par Robert Sayer sous les titres The American Atlas (L'Atlas Américain) et The West-India Atlas (L'Atlas des Caraïbes),,. The American Atlas (L'Atlas Américain) est réédité en 1776 mais élargi à la suite des conflits croissants entre les Britanniques et les Américains ; il comprend des cartes de Joshua Fry, Peter Jefferson, Lewis Evans entre autres.
Ses cartes sont également rééditées par d'autres éditeurs de cartes, tel que William Faden.